# Nuoto ai Giochi della XXV Olimpiade - 200 metri dorso maschili
Hanno partecipato alle batterie di qualificazione 44 atleti: i primi 8 si sono qualificati per la finale A, i successivi 8 invece si sono qualificati per la finale B.

## Finale A
30 luglio 1992
| Posizione | Atleta              | Paese             | Tempo      |
| --------- | ------------------- | ----------------- | ---------- |
|           | Martín López-Zubero | Spagna            | 1:58.47 RO |
|           | Vladimir Sel'kov    | Squadra Unificata | 1:58.87    |
|           | Stefano Battistelli | Italia            | 1:59.40    |
| 4         | Hajime Itoi         | Giappone          | 1:59.52    |
| 5         | Tripp Schwenk       | Stati Uniti       | 1:59.73    |
| 6         | Tino Weber          | Germania          | 1:59.78    |
| 7         | Tamás Deutsch       | Ungheria          | 2:00.06    |
| 8         | Stefaan Maene       | Belgio            | 2:00.91    |

## Finale B
| Posizione | Atleta              | Paese      | Tempo   |
| --------- | ------------------- | ---------- | ------- |
| 9         | Rodolfo Falcón      | Cuba       | 2:00.22 |
| 10        | Rogerio Romero      | Brasile    | 2:01.02 |
| 11        | Luca Bianchin       | Italia     | 2:01.70 |
| 12        | Kevin Draxinger     | Canada     | 2:01.79 |
| 13        | Manuel Guzman       | Porto Rico | 2:01.87 |
| 14        | Yasuhiro Vandewalle | Belgio     | 2:02.45 |
| 15        | Raymond Brown       | Canada     | 2:03.01 |
| 16        | Gueorgui Mihalev    | Bulgaria   | SQ      |

## Batterie di qualificazione
- Q = Qualificati per la finale A
- q = qualificati per la finale B

| Posizione | Atleta              | Paese               | Tempo     |
| --------- | ------------------- | ------------------- | --------- |
| 1         | Martín López-Zubero | Spagna              | 1:59.22 Q |
| 2         | Tino Weber          | Germania            | 1:59.40 Q |
| 3         | Stefano Battistelli | Italia              | 1:59.56 Q |
| 4         | Stefaan Maene       | Belgio              | 1:59.64 Q |
| 5         | Vladimir Sel'kov    | Squadra Unificata   | 1:59.81 Q |
| 6         | Tripp Schwenk       | Stati Uniti         | 1:59.92 Q |
| 7         | Hajime Itoi         | Giappone            | 1:59.95 Q |
| 8         | Tamás Deutsch       | Ungheria            | 2:00.50 Q |
| 9         | Rodolfo Falcón      | Cuba                | 2:00.52 q |
| 10        | Dirk Richter        | Germania            | 2:00.94   |
| 11        | Royce Sharp         | Stati Uniti         | 2:00.97   |
| 12        | Rogerio Romero      | Brasile             | 2:00.99 q |
| 13        | Yasuhiro Vandewalle | Belgio              | 2:01.46 q |
| 14        | Kevin Draxinger     | Canada              | 2:01.73 q |
| 15        | Raymond Brown       | Canada              | 2:01.81 q |
| 16        | Manuel Guzman       | Porto Rico          | 2:01.84 q |
| 17        | Gueorgui Mihalev    | Bulgaria            | 2:02.24 q |
| 18        | Luca Bianchin       | Italia              | 2:02.65 q |
| 19        | Marcel Blazo        | Cecoslovacchia      | 2:02.81   |
| 20        | Alejandro Alvizuri  | Perù                | 2:03.10   |
| 21        | Keita Soraoka       | Giappone            | 2:03.10   |
| 22        | David Holderbach    | Francia             | 2:03.11   |
| 23        | Ratislav Bizub      | Turchia             | 2:03.30   |
| 24        | Adam Ruckwood       | Regno Unito         | 2:03.54   |
| 25        | Jorge Perez         | Spagna              | 2:03.68   |
| 26        | Alejandro Bermudez  | Colombia            | 2:04.46   |
| 27        | Oliver Agh          | Ungheria            | 2:04.52   |
| 28        | Simon Percy         | Nuova Zelanda       | 2:05.53   |
| 29        | Sang Joon Ji        | Corea del Sud       | 2:05.56   |
| 30        | Ilmar Ojase         | Estonia             | 2:05.76   |
| 31        | Thomas Sopp         | Norvegia            | 2:05.91   |
| 32        | Matthew O'Connor    | Regno Unito         | 2:05.94   |
| 33        | Derya Büyükunçu     | Turchia             | 2:06.02   |
| 34        | Miguel Arrobas      | Portogallo          | 2:06.02   |
| 35        | Toby Haenen         | Australia           | 2:06.79   |
| 36        | Lars Sørensen       | Danimarca           | 2:06.80   |
| 37        | Eran Groumi         | Israele             | 2:07.91   |
| 38        | V-Meng Tan          | Singapore           | 2:11.36   |
| 39        | Marcos Prono        | Paraguay            | 2:15.25   |
| 40        | Sultan Al-Otaibi    | Kuwait              | 2:19.02   |
| 41        | Salvador Jimenez    | Honduras            | 2:20.15   |
| 42        | Carl Probert        | Figi                | 2:22.54   |
|           | Abdulla Sultan      | Emirati Arabi Uniti | SQ        |
|           | Raymond Papa        | Filippine           | SQ        |
|           | Jani Sievinen       | Finlandia           | DNS       |